# Gumti (fuente)

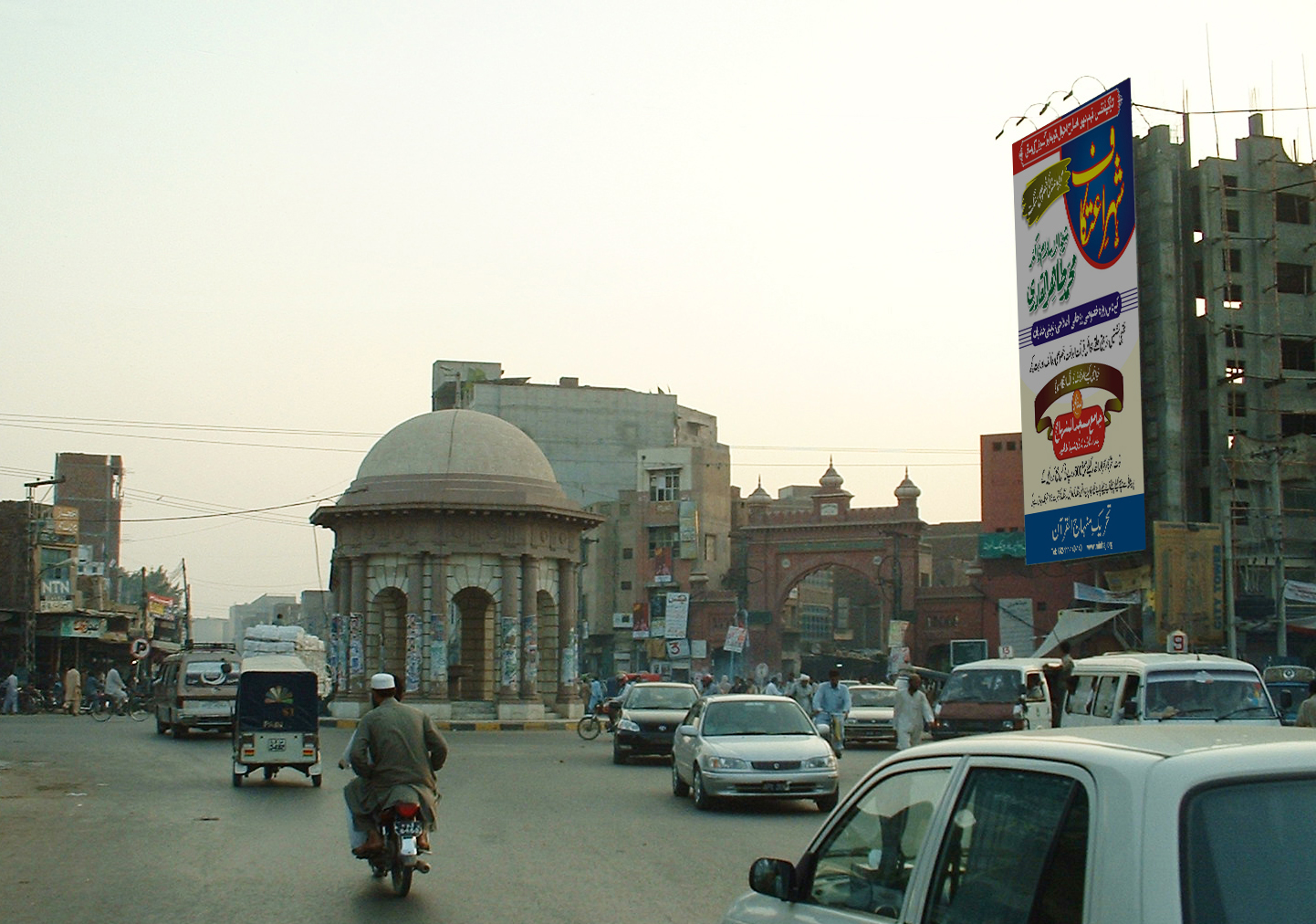
Gumti fuente de agua

Gumti Fuente de agua es un monumento en Faisalabad, Pakistán de la era de Raj británico -. Se construyó durante siglo XIX y era un lugar de la reunión general de la gente de la ciudad para las reuniones del pueblo locales.
La estructura todavía existe y funciona como un rodeo para el tráfico con la fuente de agua que todavía trabaja en el centro.